# Gianluca Gaudino
Gianluca Gaudino (Hanau, 1996. november 11. –) német korosztályos válogatott labdarúgó, a svájci Lausanne-Sport középpályása.

## Pályafutása
A fiatal középpályás az FC Bayern München utánpótlás akadémiájáról került ki. A profik közé az edző, Josep Guardiola hívta fel. Pályafutása első profi szezonja a 2014–2015-ös szezon. 2014. augusztus 13-án végigjátszotta a Borussia Dortmund ellen 0-2-re elvesztett német szuperkupát. A bajnokságban a szezon nyitómérkőzésén debütált a VfL Wolfsburg ellen megnyert 2-1-es hazai mérkőzésen. Az FC Bayern München történelmében a 4. legfiatalabb debütáns lett. Az UEFA-bajnokok ligájában 2014. december 10-én debütált a CSZKA Moszkva ellen 3-0-ra megnyert müncheni mérkőzésen.

## Magánélete
Született 1996. november 11-én Hanauban, Hessen tartományban. Édesapja, Maurizio Gaudino, volt német válogatott labdarúgó.